# Карта (технічний документ)
Карта — технічний документ у вигляді бланка з переліком будь-яких відомостей.
Розрізняють:
- карту технологічного процесу (містить дані про технологічні операції та режимні параметри);
- інформаційну карту НДР, ДКР (містить стислі відомості про завершення науково-дослідної, дослідно-конструкторської роботи або її етапу),
- карту технічного рівня та якості продукції (містить відомості про техніко-економічні показники продукції, які характеризують рівень її якості у порівнянні з найкращими вітчизняними та закордонними аналогами і перспективними зразками),
- реєстраційну карту НДР, ДКР (містить стислі відомості про початок науково-дослідної або дослідно-конструкторської роботи).